# Bataille de Gate Pa
Seconde Guerre de Taranaki (1863-1866)
La bataille de Gate Pa est livrée le 29 avril 1864 en Nouvelle-Zélande pendant la Seconde Guerre de Taranaki (1863-1866). Elle oppose 250 guerriers Maoris appartenant à la tribu de Ngai Te Rangi retranchés dans Gate Pa (pa signifie village fortifié) à 1 700 soldats britanniques commandés par le général Duncan Cameron. Le bombardement de la redoute précède un assaut par 600 soldats britanniques qui est repoussé avec pertes par les défenseurs. Ceux-ci évacuent la position dans la nuit, sans que leurs adversaires ne s'en aperçoivent.